# ヴィジラント (戦列艦)
ヴィジラント（HMS Vigilant）はイギリス海軍のイントレピッド級64門3等戦列艦。1774年10月6日にバックラーズ・ハードで進水した。